# Vespiodes leopolditertii
Vespiodes leopolditertii is een vliegensoort uit de familie Mydidae. De wetenschappelijke naam van de soort is, geplaatst in het geslacht Mydaselpis, voor het eerst geldig gepubliceerd in 1940 door Bequaert.
De soort komt voor in Congo-Kinshasa.